# Mahamadou Djeri Maïga
Mahamadou Djeri Maïga, także Mamadou Maïga Jerry (ar. مامادو مايغا جيري; ur. 1972 w Ansongo, zm. 22 października 2018) – malijski separatysta, od 6 kwietnia do 12 lipca 2012 wiceprezydent Przejściowej Rady Państwa Azawadu (separatystycznego regionu Mali).
Należał do grupy etnicznej Songhajów. Wcześniej działał na rzecz Tuaregów w północnym Mali, spotykając się w 2010 w Akrze z emigrantami z Azawadu i w grudniu 2012 z prezydentem Burkiny Faso Blaise Compaoré. Po porażce sił Azawadu w lipcu 2012 zbiegł do Nigru. W 2013 ogłosił gotowość do negocjacji z władzami Mali.